# Caye Caulker
Caye Caulker (także Cayo Corker, Key Caulker) – niewielka wyspa koralowa zbudowana z wapienia u wybrzeży Belize, w dystrykcie Belize, jedna z Wysp Północnych. Wyspa ma długość ok. 8,0 km (z północy na południe), a szerokość dochodzi do 1,6 km (ze wschodu na zachód). Najwyższy punkt wyspy ma wysokość 2,4 m. Główne miasto na wyspie także nosi nazwę Caye Caulker. Wyspa leży 32 km na północ od Belize City. Znajdują się tutaj m.in. lotnisko, port, hotele, sklepy i restauracje. Liczba stałych mieszkańców wynosi ok. 2000 i stale rośnie.

## Galeria

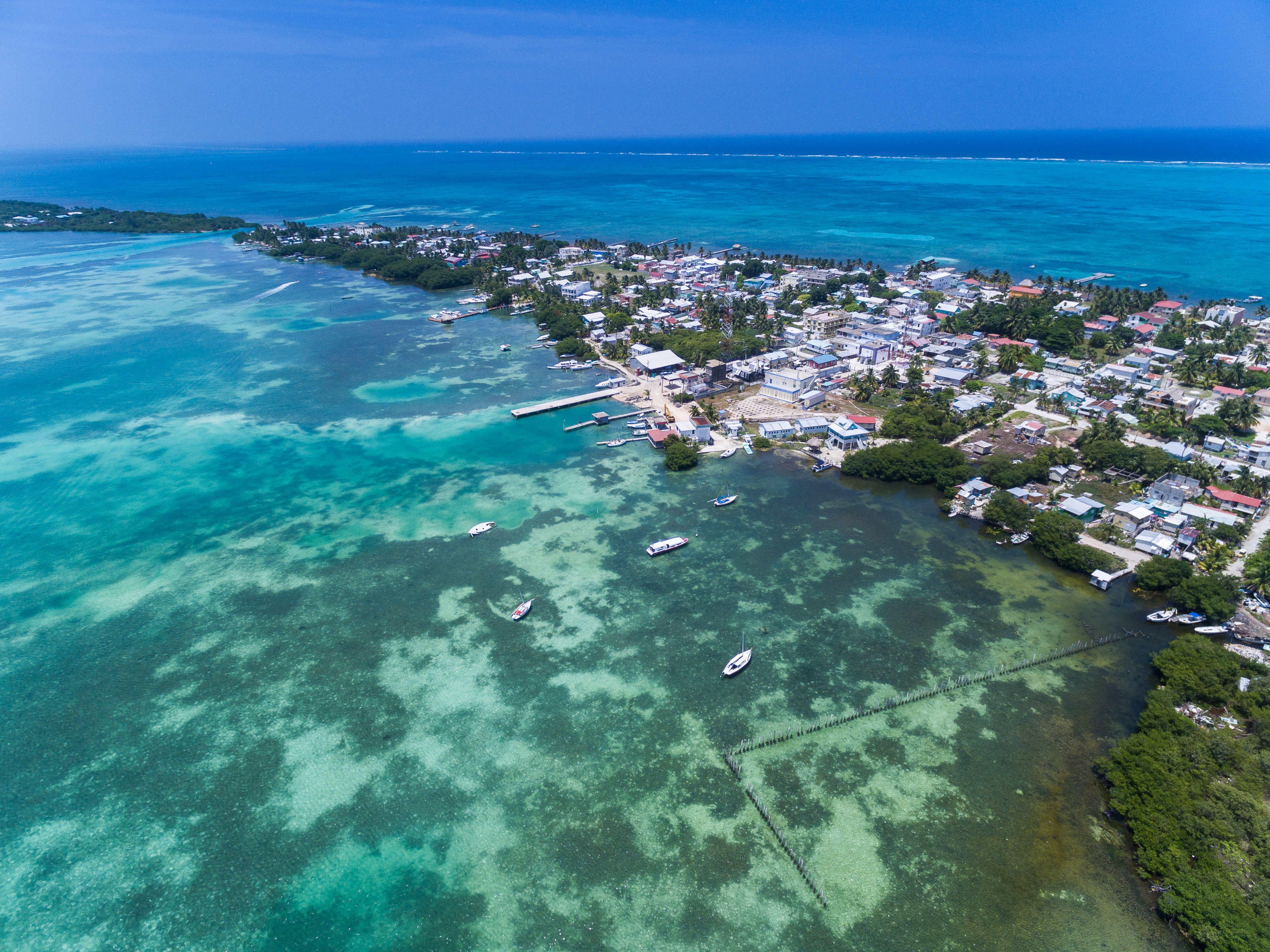
Południowa część wyspy od południowego zachodu
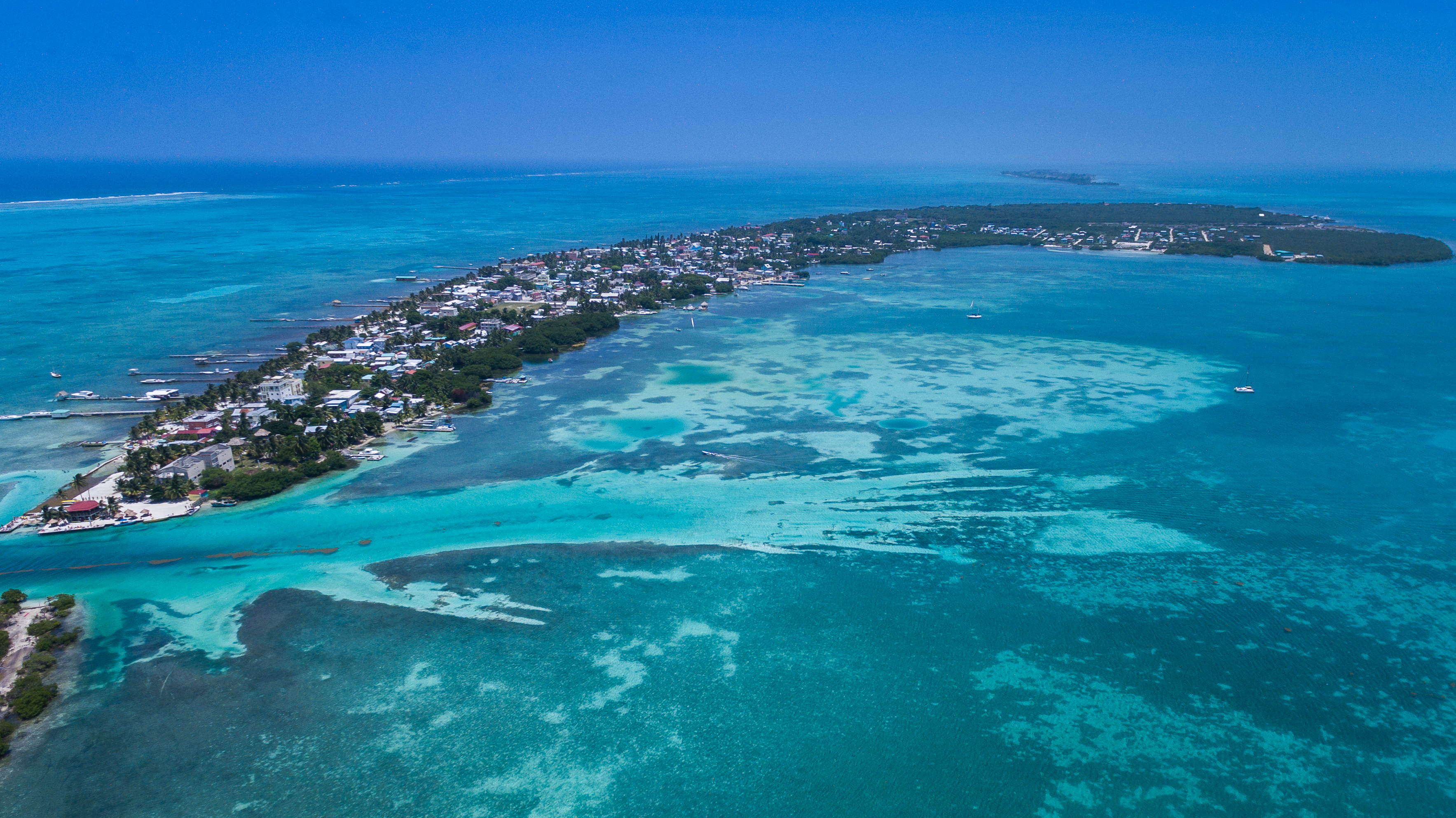
Południowa część wyspy od północnego zachodu
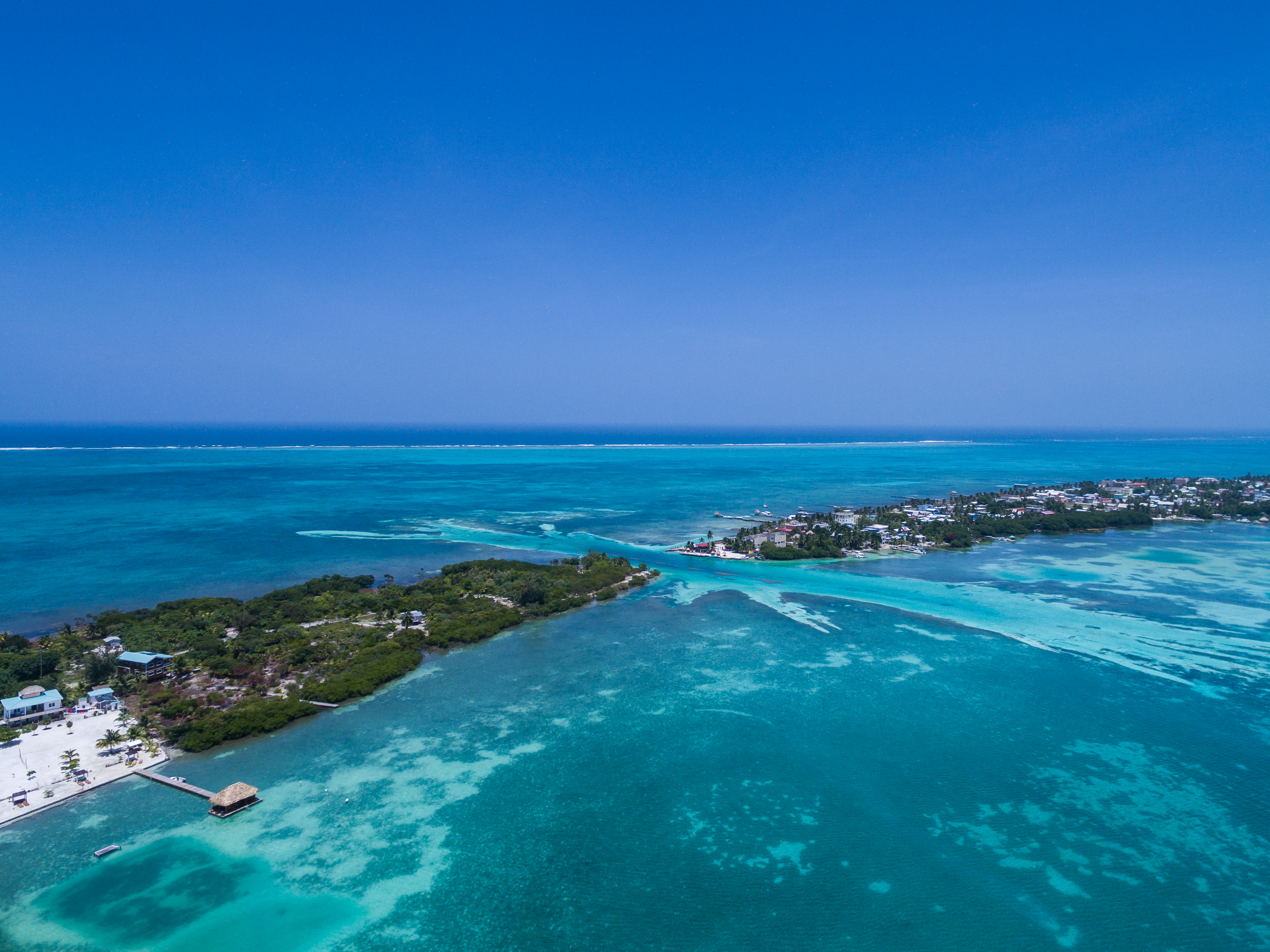
Kanał przecinający Caye Caulker (Split) od północnego zachodu
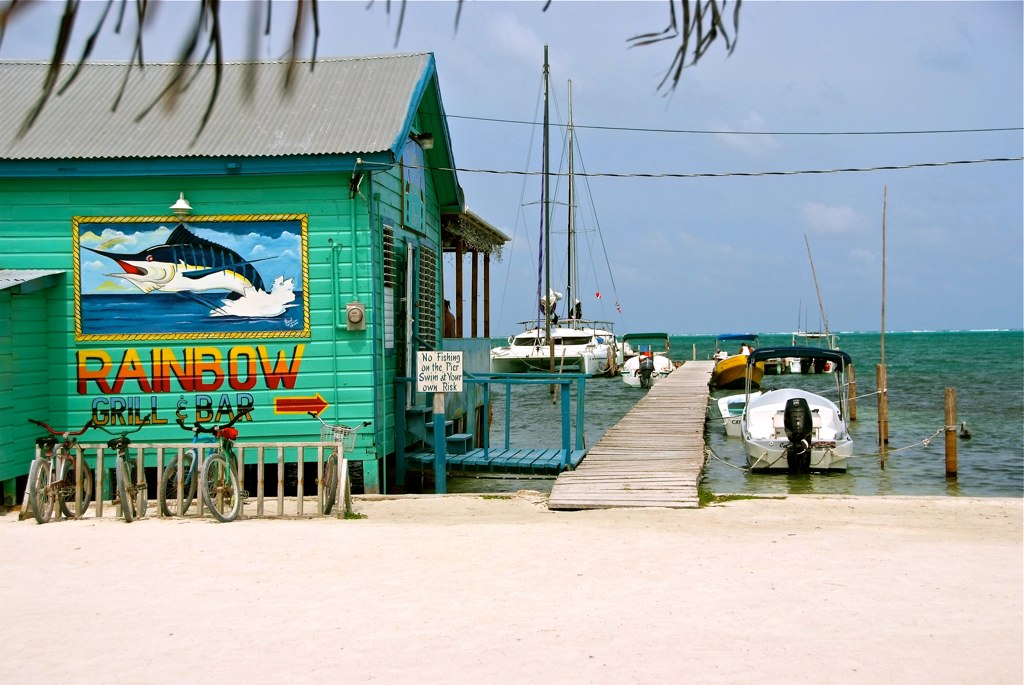
"Rainbow Bar & Grill"
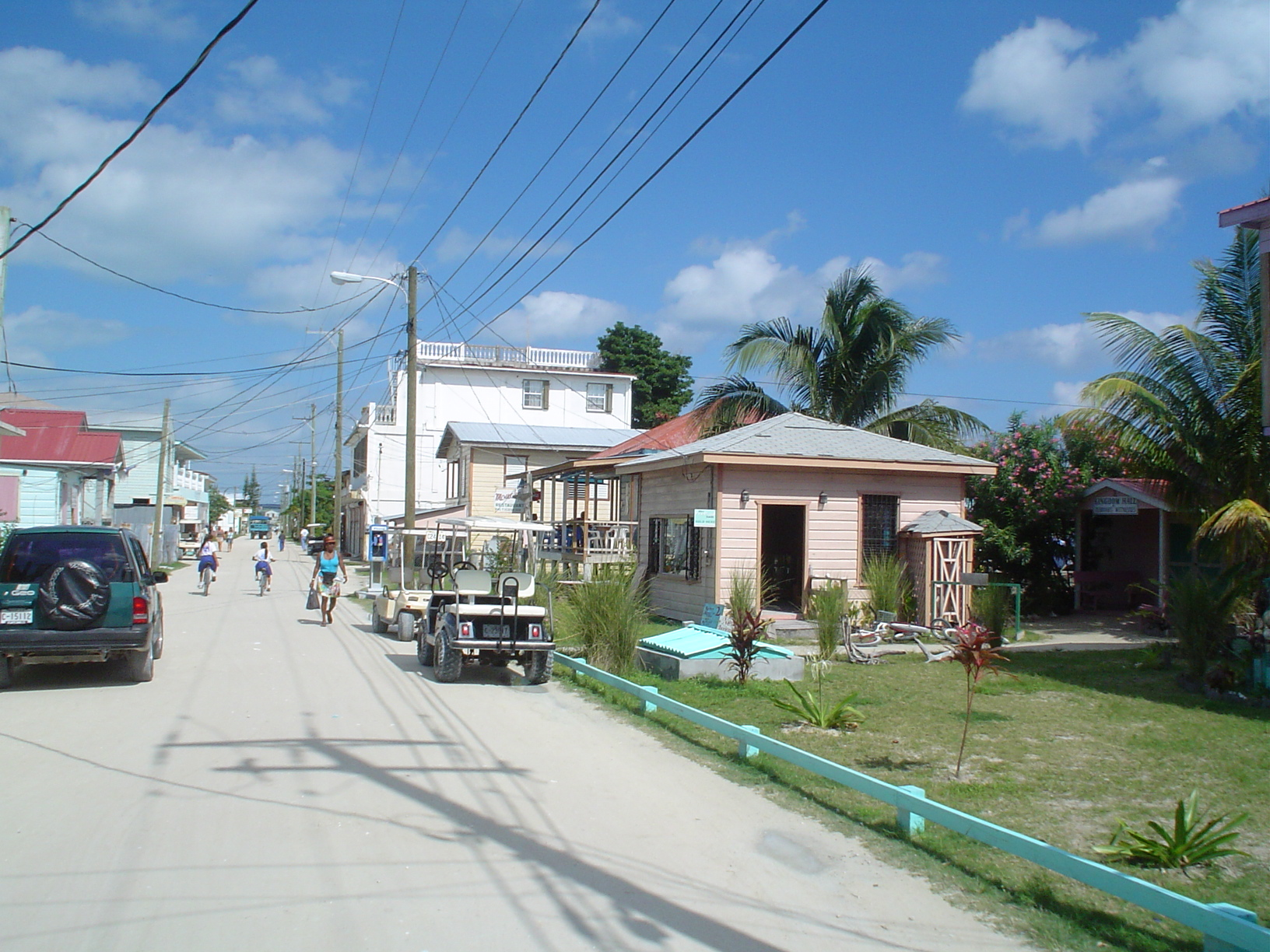
Główna ulica
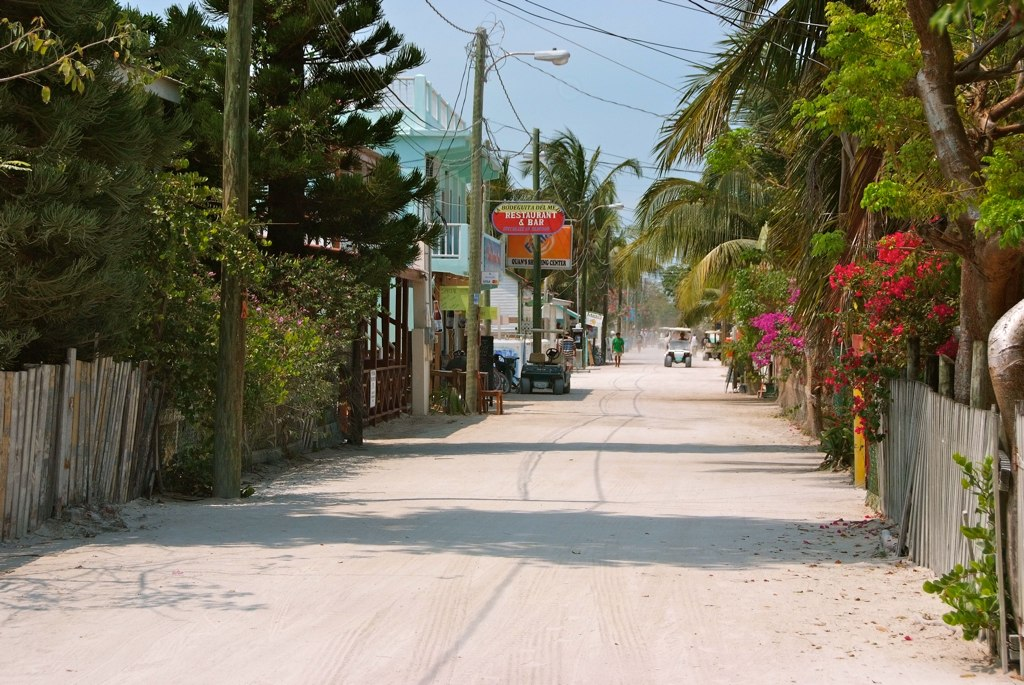
Ulica w Caye Caulker
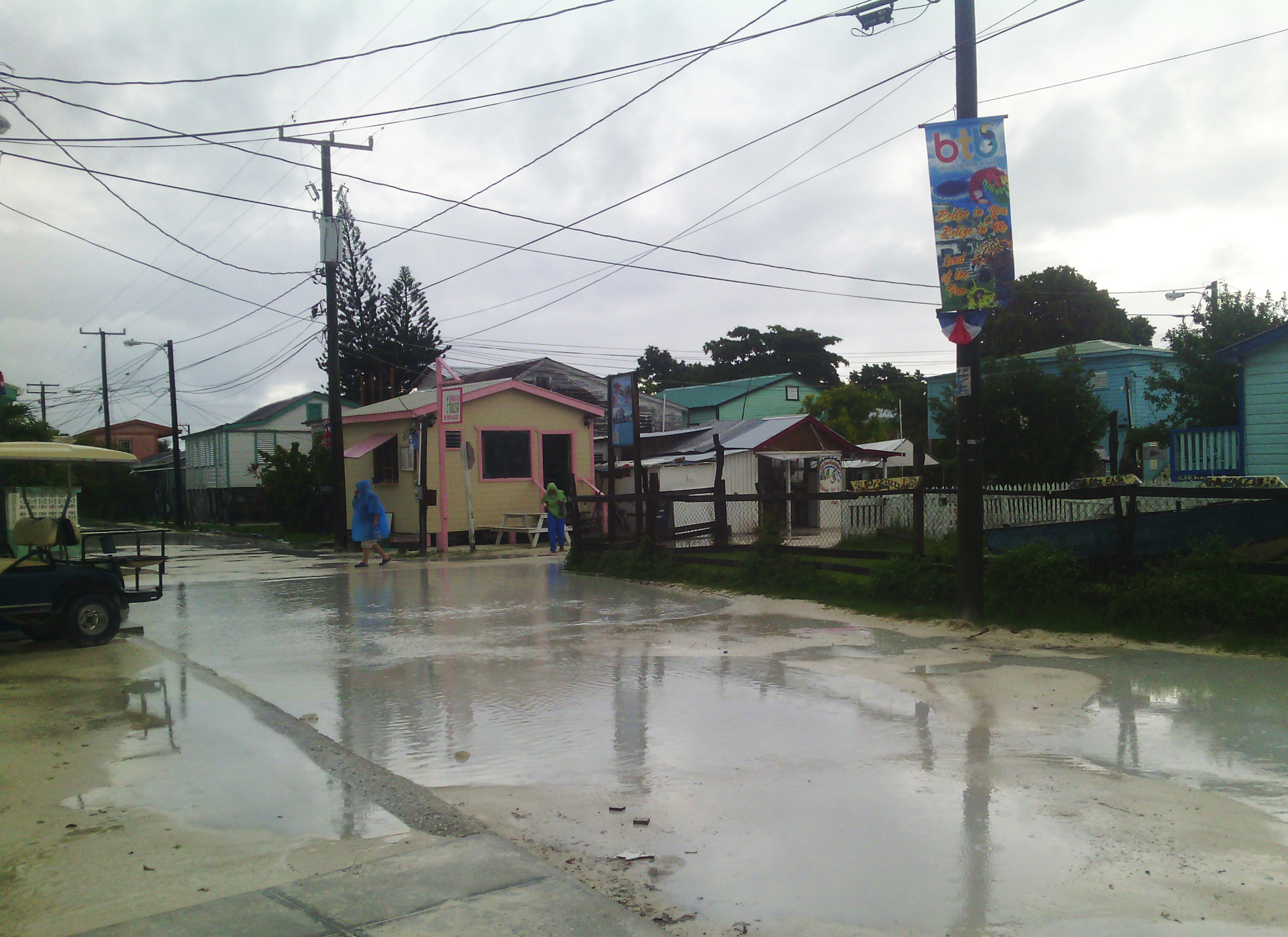
Ulica w Caye Caulker
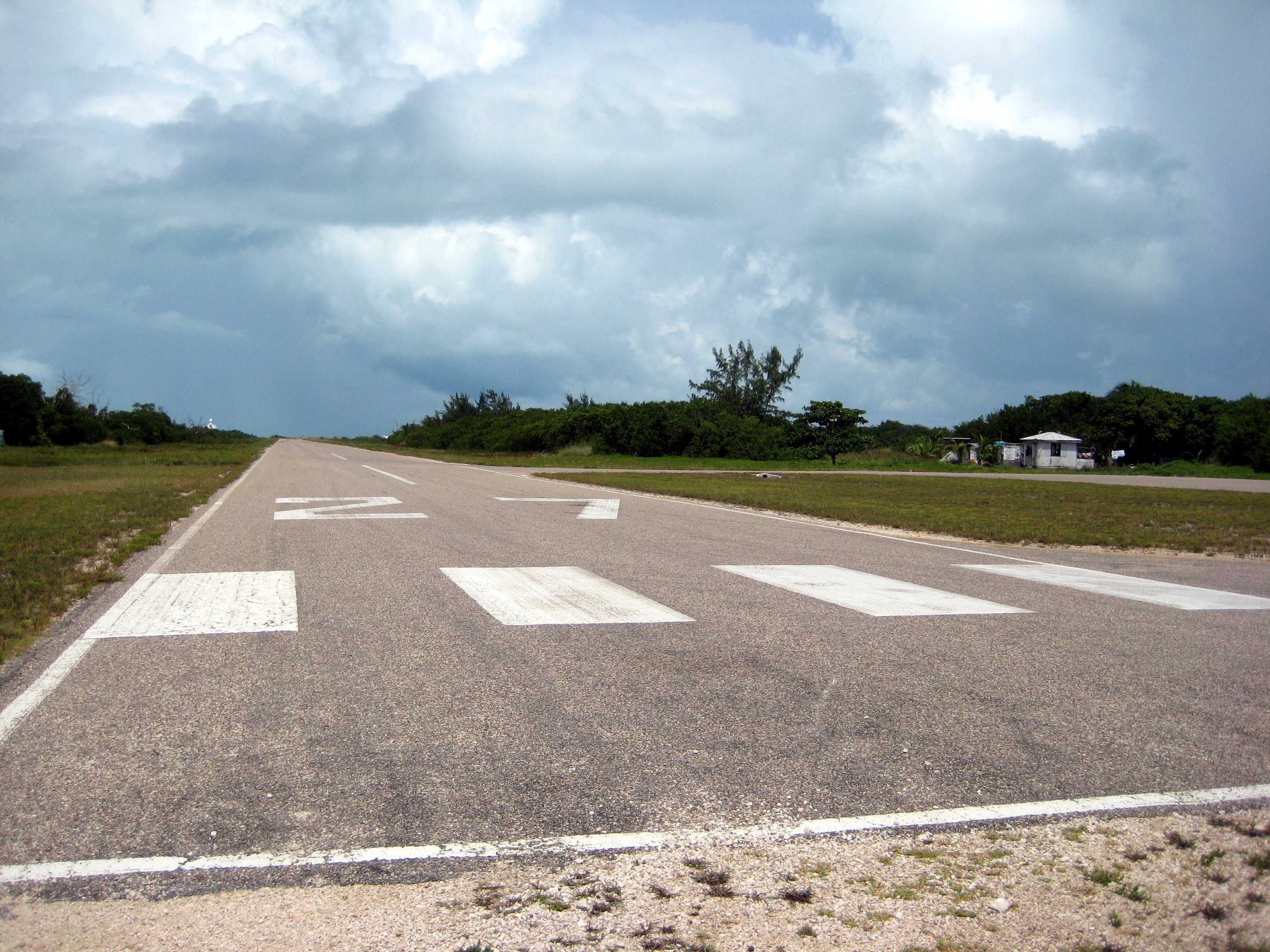
Lotnisko na Caye Caulker
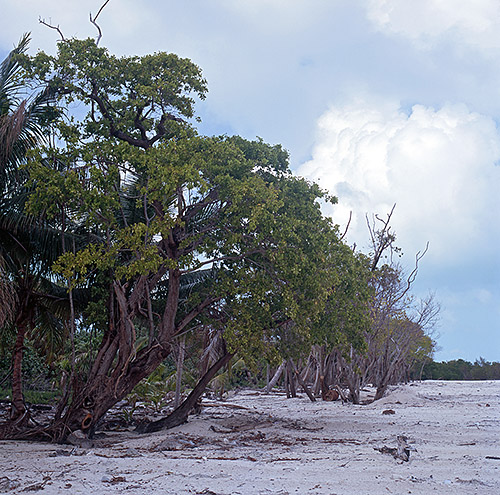
Zarośla namorzynowe na Caye Caulker